# The Pfister Hotel
Pour les articles homonymes, voir Pfister.
The Pfister Hotel est un hôtel américain situé à Milwaukee, dans le Wisconsin. Construit en 1893, l'établissement est membre des Historic Hotels of America depuis 1994.